# Bất Bạt
Bất Bạt là một xã thuộc thành phố Hà Nội, thủ đô của Việt Nam. Xã được hình thành trên cơ sở sáp nhập các xã Thuần Mỹ, Tòng Bạt, Sơn Đà, một phần các xã Cẩm Lĩnh và xã Minh Quang thuộc huyện Ba Vì cũ trong đợt Sáp nhập tỉnh, thành Việt Nam 2025.

## Hành chính
Xã Bất Bạt được thành lập theo Nghị quyết số 1656/NQ-UBTVQH15 của Ủy ban Thường vụ Quốc hội Việt Nam, ban hành ngày 16 tháng 6 năm 2025. Theo đó, sắp xếp toàn bộ diện tích tự nhiên, quy mô dân số của các xã Thuần Mỹ, Tòng Bạt, Sơn Đà, một phần diện tích tự nhiên, quy mô dân số của xã Cẩm Lĩnh và xã Minh Quang thuộc huyện Ba Vì cũ thành xã mới có tên gọi là xã Bất Bạt.
Sau sắp xếp xã có diện tích tự nhiên 56,14 km2, quy mô dân số 41.809 người; ban đầu xã có tên Cẩm Đà. Phía Bắc giáp xã Vật Lại, phía Tây giáp xã Đào Xá và Thanh Thủy tỉnh Phú Thọ, phía Đông giáp xã Quảng Oai và xã Suối Hai, phía Nam giáp xã Suối Hai và xã Ba Vì. Trụ sở xã được đặt tại Thôn Đan Thê, xã Sơn Đà cũ.